# Velká cena Indonésie silničních motocyklů 2024
Velká cena Indonésie (oficiálně Pertamina Grand Prix of Indonesia) byla patnáctým závodním víkendem mistrovství světa silničních motocyklů 2024. Konala se 27. – 29. září na okruhu Pertamina Mandalika International Street Circuit.

## Okruh
| Pertamina Mandalika International Street Circuit | Pertamina Mandalika International Street Circuit |
| ------------------------------------------------ | ------------------------------------------------ |
|                                                  |                                                  |
| Délka                                            | 4.313 km                                         |
| Počet zatáček                                    | 17                                               |

## Časový harmonogram
| Datum    | Třída  | Aktivita        | Start           |
| -------- | ------ | --------------- | --------------- |
| 27. září | Moto3  | Volný trénink   | 9.00 (35 min.)  |
| 27. září | Moto2  | Volný trénink   | 9:50 (40 min.)  |
| 27. září | MotoGP | Volný trénink 1 | 10:45 (45 min.) |
| 27. září | Moto3  | Trénink 1       | 13:15 (50 min.) |
| 27. září | Moto2  | Trénink 1       | 14:05 (40 min.) |
| 27. září | MotoGP | Trénink         | 15:00 (60 min.) |
| 28. září | Moto3  | Trénink 2       | 8:40 (30 min.)  |
| 28. září | Moto2  | Trénink 2       | 9:25 (30 min.)  |
| 28. září | MotoGP | Volný trénink 2 | 10:10 (55 min.) |
| 28. září | MotoGP | Kvalifikace 1   | 10:50 (15 min.) |
| 28. září | MotoGP | Kvalifikace 2   | 11:15 (15 min.) |
| 28. září | Moto3  | Kvalifikace 1   | 12:50 (15 min.) |
| 28. září | Moto3  | Kvalifikace 2   | 13:15 (15 min.) |
| 28. září | Moto2  | Kvalifikace 1   | 13:45 (15 min.) |
| 28. září | Moto2  | Kvalifikace 2   | 14:10 (15 min.) |
| 28. září | MotoGP | Sprint          | 15:00 (13 kol)  |
| 29. září | MotoGP | Warm Up         | 10:40 (10 min.) |
| 29. září | Moto3  | Závod           | 12:00 (20 kol)  |
| 29. září | Moto2  | Závod           | 13:15 (22 kol)  |
| 29. září | MotoGP | Závod           | 15:00 (27 kol)  |
| Zdroj:   |        |                 |                 |

## Startovní listina

### Změny

#### Moto3
Eddie O'Shea nastoupil jako stálý jezdec do týmu MLav Racing.
Indonéský jezdec Fadillah Arbi Aditama jel jako jezdec na divokou kartu.
| #      | Jezdec                  | Tým                               | Motocykl                |
| MotoGP | MotoGP                  | MotoGP                            | MotoGP                  |
| ------ | ----------------------- | --------------------------------- | ----------------------- |
| 1      | Francesco Bagnaia       | Ducati Lenovo Team                | Ducati Desmosedici GP24 |
| 5      | Johann Zarco            | Castrol Honda LCR                 | Honda RC213V            |
| 10     | Luca Marini             | Repsol Honda Team                 | Honda RC213V            |
| 12     | Maverick Viñales        | Aprilia Racing                    | Aprilia RS-GP24         |
| 20     | Fabio Quartararo        | Monster Energy Yamaha MotoGP Team | Yamaha YZR-M1           |
| 21     | Franco Morbidelli       | Prima Pramac Racing               | Ducati Desmosedici GP24 |
| 23     | Enea Bastianini         | Ducati Lenovo Team                | Ducati Desmosedici GP24 |
| 25     | Raúl Fernández          | Trackhouse Racing                 | Aprilia RS-GP23         |
| 30     | Takaaki Nakagami        | Castrol Honda LCR                 | Honda RC213V            |
| 31     | Pedro Acosta            | Red Bull GasGas Tech3             | KTM RC16                |
| 33     | Brad Binder             | Red Bull KTM Factory Racing       | KTM RC16                |
| 36     | Joan Mir                | Repsol Honda Team                 | Honda RC213V            |
| 37     | Augusto Fernández       | Red Bull GasGas Tech3             | KTM RC16                |
| 41     | Aleix Espargaró         | Aprilia Racing                    | Aprilia RS-GP24         |
| 42     | Álex Rins               | Monster Energy Yamaha MotoGP Team | Yamaha YZR-M1           |
| 43     | Jack Miller             | Red Bull KTM Factory Racing       | KTM RC16                |
| 49     | Fabio Di Giannantonio   | Pertamina Enduro VR46 Racing Team | Ducati Desmosedici GP23 |
| 72     | Marco Bezzecchi         | Pertamina Enduro VR46 Racing Team | Ducati Desmosedici GP23 |
| 73     | Álex Márquez            | Gresini Racing MotoGP             | Ducati Desmosedici GP23 |
| 89     | Jorge Martín            | Prima Pramac Racing               | Ducati Desmosedici GP24 |
| 93     | Marc Márquez            | Gresini Racing MotoGP             | Ducati Desmosedici GP23 |
| Moto2  |                         |                                   |                         |
| #      | Jezdec                  | Tým                               | Motocykl                |
| 3      | Sergio García           | MT Helmets - MSi                  | Boscoscuro B-24         |
| 5      | Jaume Masià             | Preicanos Racing Team             | Kalex Moto2             |
| 7      | Barry Baltus            | RW-Idrofoglia Racing GP           | Kalex Moto2             |
| 9      | Jorge Navarro           | Klint Forward Factory Team        | Forward F2              |
| 12     | Filip Salač             | Elf Marc VDS Racing Team          | Kalex Moto2             |
| 13     | Celestino Vietti        | Red Bull KTM Ajo                  | Kalex Moto2             |
| 14     | Tony Arbolino           | Elf Marc VDS Racing Team          | Kalex Moto2             |
| 15     | Darryn Binder           | Liqui Moly Husqvarna Intact GP    | Kalex Moto2             |
| 16     | Joe Roberts             | OnlyFans American Racing Team     | Kalex Moto2             |
| 18     | Manuel González         | QJmotor Gresini Moto2             | Kalex Moto2             |
| 20     | Xavi Cardelús           | Fantic Racing                     | Kalex Moto2             |
| 21     | Alonso López            | Speed Up Racing                   | Boscoscuro B-24         |
| 22     | Ayumu Sasaki            | Yamaha VR46 Master Camp Team      | Kalex Moto2             |
| 24     | Marcos Ramírez          | OnlyFans American Racing Team     | Kalex Moto2             |
| 28     | Izan Guevara            | CFMoto Aspar Team                 | Kalex Moto2             |
| 34     | Mario Aji               | Idemitsu Honda Team Asia          | Kalex Moto2             |
| 35     | Somkiat Chantra         | Idemitsu Honda Team Asia          | Kalex Moto2             |
| 40     | Unai Orradre            | Klint Forward Factory Team        | Forward F2              |
| 43     | Xavier Artigas          | Klint Forward Factory Team        | Forward F2              |
| 44     | Arón Canet              | Fantic Racing                     | Kalex Moto2             |
| 52     | Jeremy Alcoba           | Yamaha VR46 Master Camp Team      | Kalex Moto2             |
| 53     | Deniz Öncü              | Red Bull KTM Ajo                  | Kalex Moto2             |
| 54     | Fermín Aldeguer         | Speed Up Racing                   | Boscoscuro B-24         |
| 75     | Albert Arenas           | QJmotor Gresini Moto2             | Kalex Moto2             |
| 79     | Ai Ogura                | MT Helmets - MSi                  | Boscoscuro B-24         |
| 81     | Senna Agius             | Liqui Moly Husqvarna Intact GP    | Kalex Moto2             |
| 84     | Zonta van den Goorbergh | RW-Idrofoglia Racing GP           | Kalex Moto2             |
| 96     | Jake Dixon              | CFMoto Aspar Team                 | Kalex Moto2             |
| Moto3  |                         |                                   |                         |
| #      | Jezdec                  | Tým                               | Motocykl                |
| 5      | Tatchakorn Buasri       | Honda Team Asia                   | Honda NSF250RW          |
| 6      | Ryusei Yamanaka         | MT Helmets -MSi                   | KTM RC250GP             |
| 7      | Filippo Farioli         | Sic58 Squadra Corse               | Honda NSF250RW          |
| 8      | Eddie O'Shea            | MLav Racing                       | Honda NSF250RW          |
| 10     | Nicola Carraro          | LevelUp - MTA                     | KTM RC250GP             |
| 12     | Jacob Roulstone         | Red Bull GasGas Tech3             | Gas Gas RC250GP         |
| 18     | Matteo Bertelle         | Rivacold Snipers Team             | Honda NSF250RW          |
| 19     | Scott Ogden             | MLav Racing                       | Honda NSF250RW          |
| 22     | David Almansa           | Rivacold Snipers Team             | Honda NSF250RW          |
| 24     | Tatsuki Suzuki          | Liqui Moly Husqvarna Intact GP    | Husqvarna FR250GP       |
| 31     | Adrián Fernández        | Leopard Racing                    | Honda NSF250RW          |
| 36     | Ángel Piqueras          | Leopard Racing                    | Honda NSF250RW          |
| 48     | Iván Ortolá             | MT Helmets - MSi                  | KTM RC250GP             |
| 54     | Riccardo Rossi          | CIP Green Power                   | KTM RC250GP             |
| 55     | Noah Dettwiler          | CIP Green Power                   | KTM RC250GP             |
| 58     | Luca Lunetta            | Sic58 Squadra Corse               | Honda NSF250RW          |
| 64     | David Muñoz             | Boé Motorsports                   | KTM RC250GP             |
| 66     | Joel Kelso              | Boé Motorsports                   | KTM RC250GP             |
| 72     | Taiyo Furusato          | Honda Team Asia                   | Honda NSF250RW          |
| 78     | Joel Esteban            | CFMoto Aspar Team                 | CFMoto Moto3            |
| 80     | David Alonso            | CFMoto Aspar Team                 | CFMoto Moto3            |
| 82     | Stefano Nepa            | LevelUp - MTA                     | KTM RC250GP             |
| 85     | Xabi Zurutuza           | Red Bull KTM Ajo                  | KTM RC250GP             |
| 93     | Fadillah Arbi Aditama   | Honda Team Asia                   | Honda NSF250RW          |
| 95     | Collin Veijer           | Liqui Moly Husqvarna Intact GP    | Husqvarna FR250GP       |
| 96     | Daniel Holgado          | Red Bull Gas Gas Tech3            | Gas Gas RC250GP         |
| 99     | José Antonio Rueda      | Red Bull KTM Ajo                  | KTM RC250GP             |

## MotoGP

### Kvalifikace
| *                                                  | *                                                     | *                                                 |
| _______1_______ Jorge Martín Ducati 1:29.088       |                                                       |                                                   |
|                                                    | _______2_______ Marco Bezzecchi Ducati 1:29.623       |                                                   |
|                                                    |                                                       | _______3_______ Pedro Acosta KTM 1:29.671         |
| _______4_______ Francesco Bagnaia Ducati 1:29.745  |                                                       |                                                   |
|                                                    | _______5_______ Enea Bastianini Ducati 1:29.792       |                                                   |
|                                                    |                                                       | _______6_______ Fabio Quartararo Yamaha 1:29.848  |
| _______7_______ Johann Zarco Honda 1:29.942        |                                                       |                                                   |
|                                                    | _______8_______ Fabio Di Giannantonio Ducati 1:29.963 |                                                   |
|                                                    |                                                       | _______9_______ Franco Morbidelli Ducati 1:30.107 |
| _______10_______ Maverick Viñales Aprilia 1:30.418 |                                                       |                                                   |
|                                                    | _______11_______ Raúl Fernández Aprilia 1:30.524      |                                                   |
|                                                    |                                                       | _______12_______ Marc Márquez Ducati 1:29.885     |
| _______13_______ Aleix Espargaró Aprilia 1:30.110  |                                                       |                                                   |
|                                                    | _______14_______ Álex Márquez Ducati 1:30.243         |                                                   |
|                                                    |                                                       | _______15_______ Álex Rins Yamaha 1:30.293        |
| _______16_______ Jack Miller KTM 1:30.385          |                                                       |                                                   |
|                                                    | _______17_______ Luca Marini Honda 1:30.395           |                                                   |
|                                                    |                                                       | _______18_______ Takaaki Nakagami Honda 1:30.430  |
| _______19_______ Brad Binder KTM 1:30.582          |                                                       |                                                   |
|                                                    | _______20_______ Joan Mir Honda 1:30.698              |                                                   |
|                                                    |                                                       | _______21_______ Augusto Fernández KTM 1:31.086   |
| -------------------------------------------------- | ----------------------------------------------------- | ------------------------------------------------- |

Zdroj

### Sprint
| Pozice | Jezdec                | Motocykl | Kola | Čas       | Body |
| ------ | --------------------- | -------- | ---- | --------- | ---- |
| 1      | Francesco Bagnaia     | Ducati   | 13   | 19:41.354 | 12   |
| 2      | Enea Bastianini       | Ducati   | 13   | +0.107    | 9    |
| 3      | Marc Márquez          | Ducati   | 13   | +1.701    | 7    |
| 4      | Marco Bezzecchi       | Ducati   | 13   | +3.072    | 6    |
| 5      | Franco Morbidelli     | Ducati   | 13   | +5.967    | 5    |
| 6      | Pedro Acosta          | KTM      | 13   | +6.210    | 4    |
| 7      | Maverick Viñales      | Aprilia  | 13   | +6.664    | 3    |
| 8      | Johann Zarco          | Honda    | 13   | +6.938    | 2    |
| 9      | Fabio Di Giannantonio | Ducati   | 13   | +7.706    | 1    |
| 10     | Jorge Martín          | Ducati   | 13   | +9.104    |      |
| 11     | Jack Miller           | KTM      | 13   | +9.618    |      |
| 12     | Fabio Quartararo      | Yamaha   | 13   | +9.843    |      |
| 13     | Brad Binder           | KTM      | 13   | +11.118   |      |
| 14     | Álex Márquez          | Ducati   | 13   | +12.418   |      |
| 15     | Álex Rins             | Yamaha   | 13   | +12.579   |      |
| 16     | Aleix Espargaró       | Aprilia  | 13   | +12.952   |      |
| 17     | Takaaki Nakagami      | Honda    | 13   | +13.351   |      |
| 18     | Luca Marini           | Honda    | 13   | +15.496   |      |
| 19     | Raúl Fernández        | Aprilia  | 13   | +29.895   |      |
| DNF    | Augusto Fernández     | KTM      | 11   | Pád       |      |
| DNF    | Joan Mir              | Honda    | 1    | Pád       |      |
| Zdroj  |                       |          |      |           |      |

### Závod
| Pozice | Jezdec                | Motocykl | Kola | Čas               | Body |
| ------ | --------------------- | -------- | ---- | ----------------- | ---- |
| 1      | Jorge Martín          | Ducati   | 27   | 41:04.389         | 25   |
| 2      | Pedro Acosta          | KTM      | 27   | +1.404            | 20   |
| 3      | Francesco Bagnaia     | Ducati   | 27   | +5.595            | 16   |
| 4      | Franco Morbidelli     | Ducati   | 27   | +6.507            | 13   |
| 5      | Marco Bezzecchi       | Ducati   | 27   | +6.772            | 11   |
| 6      | Maverick Viñales      | Aprilia  | 27   | +11.330           | 10   |
| 7      | Fabio Quartararo      | Yamaha   | 27   | +13.203           | 9    |
| 8      | Brad Binder           | KTM      | 27   | +14.862           | 8    |
| 9      | Johann Zarco          | Honda    | 27   | +15.151           | 7    |
| 10     | Raúl Fernández        | Aprilia  | 27   | +21.079           | 6    |
| 11     | Álex Rins             | Yamaha   | 27   | +33.633           | 5    |
| 12     | Takaaki Nakagami      | Honda    | 27   | +43.696           | 4    |
| DNF    | Enea Bastianini       | Ducati   | 20   | Pád               |      |
| DNF    | Augusto Fernández     | KTM      | 19   | Technický problém |      |
| DNF    | Joan Mir              | Honda    | 12   | Pád               |      |
| DNF    | Marc Márquez          | Ducati   | 11   | Technický problém |      |
| DNF    | Fabio Di Giannantonio | Ducati   | 8    | Pád               |      |
| DNF    | Aleix Espargaró       | Aprilia  | 0    | Pád               |      |
| DNF    | Álex Márquez          | Ducati   | 0    | Pád               |      |
| DNF    | Jack Miller           | KTM      | 0    | Pád               |      |
| DNF    | Luca Marini           | Honda    | 0    | Pád               |      |
| Zdroj  |                       |          |      |                   |      |

### Stav mistrovství po závodě
| 1 | Jorge Martín      | 366 | 1 | Ducati  | 537 | 1 | Ducati Lenovo Team                | 636 |
| 2 | Francesco Bagnaia | 345 | 2 | KTM     | 263 | 2 | Prima Pramac Racing               | 486 |
| 3 | Enea Bastianini   | 291 | 3 | Aprilia | 247 | 3 | Gresini Racing MotoGP             | 409 |
| 4 | Marc Márquez      | 288 | 4 | Yamaha  | 93  | 4 | Aprilia Racing                    | 289 |
| 5 | Pedro Acosta      | 181 | 5 | Honda   | 51  | 5 | Pertamina Enduro VR46 Racing Team | 247 |

## Moto2

### Kvalifikace
| *                                                | *                                                       | *                                                  |
| _______1_______ Arón Canet Kalex 1:33.434        |                                                         |                                                    |
|                                                  | _______2_______ Jake Dixon Kalex 1:33.503               |                                                    |
|                                                  |                                                         | _______3_______ Ai Ogura Boscoscuro 1:33.504       |
| _______4_______ Manuel González Kalex 1:33.628   |                                                         |                                                    |
|                                                  | _______5_______ Fermín Aldeguer Boscoscuro 1:33.662     |                                                    |
|                                                  |                                                         | _______6_______ Alonso López Boscoscuro 1:33.667   |
| _______7_______ Tony Arbolino Kalex 1:33.696     |                                                         |                                                    |
|                                                  | _______8_______ Joe Roberts Kalex 1:33.752              |                                                    |
|                                                  |                                                         | _______9_______ Somkiat Chantra Kalex 1:33.825     |
| _______10_______ Jeremy Alcoba Kalex 1:33.838    |                                                         |                                                    |
|                                                  | _______11_______ Deniz Öncü Kalex 1:33.839              |                                                    |
|                                                  |                                                         | _______12_______ Barry Baltus Kalex 1:33.841       |
| _______13_______ Darryn Binder Kalex 1:33.846    |                                                         |                                                    |
|                                                  | _______14_______ Albert Arenas Kalex 1:33.888           |                                                    |
|                                                  |                                                         | _______15_______ Sergio García Boscoscuro 1:33.913 |
| _______16_______ Senna Agius Kalex 1:33.975      |                                                         |                                                    |
|                                                  | _______17_______ Jaume Masià Kalex 1:34.060             |                                                    |
|                                                  |                                                         | _______18_______ Celestino Vietti Kalex 1:33.868   |
| _______19_______ Izan Guevara Kalex 1:34.168     |                                                         |                                                    |
|                                                  | _______20_______ Zonta van den Goorbergh Kalex 1:34.190 |                                                    |
|                                                  |                                                         | _______21_______ Marcos Ramírez Kalex 1:34.232     |
| _______22_______ Ayumu Sasaki Kalex 1:34.394     |                                                         |                                                    |
|                                                  | _______23_______ Filip Salač Kalex 1:34.450             |                                                    |
|                                                  |                                                         | _______24_______ Mario Aji Kalex 1:34.461          |
| _______25_______ Álex Escrig Forward 1:34.573    |                                                         |                                                    |
|                                                  | _______26_______ Xavi Cardelús Kalex 1:34.649           |                                                    |
|                                                  |                                                         | _______27_______ Daniel Muñoz Kalex 1:34.695       |
| _______28_______ Xavier Artigas Forward 1:35.050 |                                                         |                                                    |
| ------------------------------------------------ | ------------------------------------------------------- | -------------------------------------------------- |

Zdroj:

### Závod
| Pozice | Jezdec                  | Motocykl   | Kola | Čas               | Body |
| ------ | ----------------------- | ---------- | ---- | ----------------- | ---- |
| 1      | Arón Canet              | Kalex      | 22   | 34:41.557         | 25   |
| 2      | Ai Ogura                | Boscoscuro | 22   | +6.218            | 20   |
| 3      | Alonso López            | Boscoscuro | 22   | +7.613            | 16   |
| 4      | Fermín Aldeguer         | Boscoscuro | 22   | +7.797            | 13   |
| 5      | Darryn Binder           | Kalex      | 22   | +8.097            | 11   |
| 6      | Joe Roberts             | Kalex      | 22   | +9.823            | 10   |
| 7      | Tony Arbolino           | Kalex      | 22   | +10.394           | 9    |
| 8      | Manuel González         | Kalex      | 22   | +11.000           | 8    |
| 9      | Deniz Öncü              | Kalex      | 3    | +14.436           | 7    |
| 10     | Marcos Ramírez          | Kalex      | 22   | +16.895           | 6    |
| 11     | Barry Baltus            | Kalex      | 22   | +17.078           | 5    |
| 12     | Celestino Vietti        | Kalex      | 22   | +18.019           | 4    |
| 13     | Jeremy Alcoba           | Kalex      | 22   | +18.201           | 3    |
| 14     | Albert Arenas           | Kalex      | 22   | +18.616           | 2    |
| 15     | Filip Salač             | Kalex      | 22   | +27.442           | 1    |
| 16     | Ayumu Sasaki            | Kalex      | 22   | +30.051           |      |
| 17     | Zonta van den Goorbergh | Kalex      | 22   | +33.978           |      |
| 18     | Mario Aji               | Kalex      | 22   | +34.873           |      |
| 19     | Álex Escrig             | Forward    | 22   | +38.556           |      |
| 20     | Xavier Artigas          | Forward    | 22   | +40.592           |      |
| 21     | Daniel Muñoz            | Kalex      | 22   | +47.085           |      |
| 22     | Jake Dixon              | Kalex      | 22   | +59.842           |      |
| DNF    | Sergio García           | Boscoscuro | 15   | Pád               |      |
| DNF    | Xavi Cardelús           | Kalex      | 2    | Pád               |      |
| DNF    | Somkiat Chantra         | Kalex      | 1    | Technický problém |      |
| DNF    | Senna Agius             | Kalex      | 0    | Pád               |      |
| DNF    | Jaume Masià             | Kalex      | 0    | Pád               |      |
| DSQ    | Izan Guevara            | Kalex      | 0    | Diskvalifikován   |      |
| Zdroj  |                         |            |      |                   |      |

### Stav mistrovství po závodě
| 1 | Ai Ogura      | 208 | 1 | Kalex            | 317 | 1 | MT Helmets – MSi              | 374 |
| 2 | Sergio García | 166 | 2 | Boscoscuro       | 308 | 2 | MB Conveyors Speed Up         | 302 |
| 3 | Arón Canet    | 156 | 3 | Forward          | 6   | 3 | OnlyFans American Racing Team | 232 |
| 4 | Alonso López  | 156 |   |                  |     | 4 | QJmotor Gresini Moto2         | 193 |
| 5 | Joe Roberts   | 153 | 5 | Red Bull KTM Ajo | 158 |   |                               |     |

## Moto3

### Kvalifikace
| *                                                 | *                                                | *                                                     |
| _______1_______ Iván Ortolá KTM 1:37.332          |                                                  |                                                       |
|                                                   | _______2_______ Collin Veijer Husqvarna 1:37.589 |                                                       |
|                                                   |                                                  | _______3_______ Taiyo Furusato Honda 1:37.701         |
| _______4_______ Adrián Fernández Honda 1:37.726   |                                                  |                                                       |
|                                                   | _______5_______ David Alonso CFMoto 1:37.845     |                                                       |
|                                                   |                                                  | _______6_______ Luca Lunetta Honda 1:37.976           |
| _______7_______ Tatsuki Suzuki Husqvarna 1:38.078 |                                                  |                                                       |
|                                                   | _______8_______ Joel Kelso KTM 1:38.110          |                                                       |
|                                                   |                                                  | _______9_______ Ángel Piqueras Honda 1:38.120         |
| _______10_______ José Antonio Rueda KTM 1:38.190  |                                                  |                                                       |
|                                                   | _______11_______ Stefano Nepa KTM 1:38.210       |                                                       |
|                                                   |                                                  | _______12_______ Scott Ogden Honda 1:38.302           |
| _______13_______ David Muñoz KTM 1:38.372         |                                                  |                                                       |
|                                                   | _______14_______ Daniel Holgado Gas Gas 1:38.399 |                                                       |
|                                                   |                                                  | _______15_______ David Almansa Honda 1:38.414         |
| _______16_______ Filippo Farioli Honda 1:38.465   |                                                  |                                                       |
|                                                   | _______17_______ Ryusei Yamanaka KTM 1:38.539    |                                                       |
|                                                   |                                                  | _______18_______ Riccardo Rossi KTM 1:39.630          |
| _______19_______ Jacob Roulstone Gas Gas 1:38.766 |                                                  |                                                       |
|                                                   | _______20_______ Nicola Carraro KTM 1:38.863     |                                                       |
|                                                   |                                                  | _______21_______ Fadillah Arbi Aditama Honda 1:38.987 |
| _______22_______ Joel Esteban CFMoto 1:39.165     |                                                  |                                                       |
|                                                   | _______23_______ Matteo Bertelle Honda 1:39.184  |                                                       |
|                                                   |                                                  | _______24_______ Tatchakorn Buasri Honda 1:39.488     |
| _______25_______ Noah Dettwiler KTM 1:39.732      |                                                  |                                                       |
|                                                   | _______26_______ Xabi Zurutuza KTM 1:39.854      |                                                       |
| ------------------------------------------------- | ------------------------------------------------ | ----------------------------------------------------- |

Zdroj:

### Závod
| Pozice | Jezdec                | Motocykl  | Kola | Čas                       | Body |
| ------ | --------------------- | --------- | ---- | ------------------------- | ---- |
| 1      | David Alonso          | CFMoto    | 20   | 32:57.410                 | 25   |
| 2      | Adrián Fernández      | Honda     | 20   | +0.085                    | 20   |
| 3      | David Muñoz           | KTM       | 20   | +0.225                    | 16   |
| 4      | Ángel Piqueras        | Honda     | 20   | +0.664                    | 13   |
| 5      | Luca Lunetta          | Honda     | 20   | +0.835                    | 11   |
| 6      | Daniel Holgado        | Gas Gas   | 20   | +0.862                    | 10   |
| 7      | Tatsuki Suzuki        | Husqvarna | 20   | +1.300                    | 9    |
| 8      | Joel Kelso            | KTM       | 20   | +1.835                    | 8    |
| 9      | Iván Ortolá           | KTM       | 20   | +16.664                   | 7    |
| 10     | Nicola Carraro        | KTM       | 20   | +16.674                   | 6    |
| 11     | José Antonio Rueda    | KTM       | 20   | +16.770                   | 5    |
| 12     | Matteo Bertelle       | Honda     | 20   | +16.807                   | 4    |
| 13     | Scott Ogden           | Honda     | 20   | +17.005                   | 3    |
| 14     | Joel Esteban          | CFMoto    | 20   | +17.244                   | 2    |
| 15     | Stefano Nepa          | KTM       | 20   | +23.804                   | 1    |
| 16     | Jacob Roulstone       | Gas Gas   | 20   | +26.124                   |      |
| 17     | Ryusei Yamanaka       | KTM       | 20   | +39.312                   |      |
| 18     | Noah Dettwiler        | KTM       | 20   | +57.340                   |      |
| DNF    | Taiyo Furusato        | Honda     | 17   | Pád                       |      |
| DNF    | Collin Veijer         | Husqvarna | 11   | Pád                       |      |
| DNF    | Riccardo Rossi        | KTM       | 10   | Technický problém         |      |
| DNF    | Xabi Zurutuza         | KTM       | 10   | Technický problém po pádu |      |
| DNF    | Tatchakorn Buasri     | Honda     | 4    | Pád                       |      |
| DNF    | Fadillah Arbi Aditama | Honda     | 4    | Pád                       |      |
| DNF    | Filippo Farioli       | Honda     | 2    | Pád                       |      |
| DNF    | David Almansa         | Honda     | 2    | Pád                       |      |
| Zdroj  |                       |           |      |                           |      |

### Stav mistrovství po závodě
| 1 | David Alonso   | 296 | 1 | CFMoto    | 296 | 1 | CFMoto Valresa Aspar Team      | 340 |
| 2 | Daniel Holgado | 199 | 2 | KTM       | 267 | 2 | MT Helmets – MSi               | 277 |
| 3 | Iván Ortolá    | 191 | 3 | Husqvarna | 215 | 3 | Liqui Moly Husqvarna Intact GP | 261 |
| 4 | Collin Veijer  | 189 | 4 | Honda     | 212 | 4 | Leopard Racing                 | 252 |
| 5 | David Muñoz    | 133 | 5 | Gas Gas   | 204 | 5 | Red Bull GasGas Tech3          | 249 |